# Lütau
Lütau est une commune allemande du Schleswig-Holstein, située dans l'arrondissement du duché de Lauenbourg (Kreis Herzogtum Lauenburg), à sept kilomètres au nord de la ville de Lauenburg/Elbe. Lütau est l'une des dix communes de l'Amt Lütau dont le siège est à Lauenburg.